# Józef Hołda
Józef Marian Hołda (ur. 27 września 1904 w Krakowie,  zm. 25 października 1956 tamże) – prawnik, wykładowca na Akademii Handlowej w Krakowie.

## Życiorys

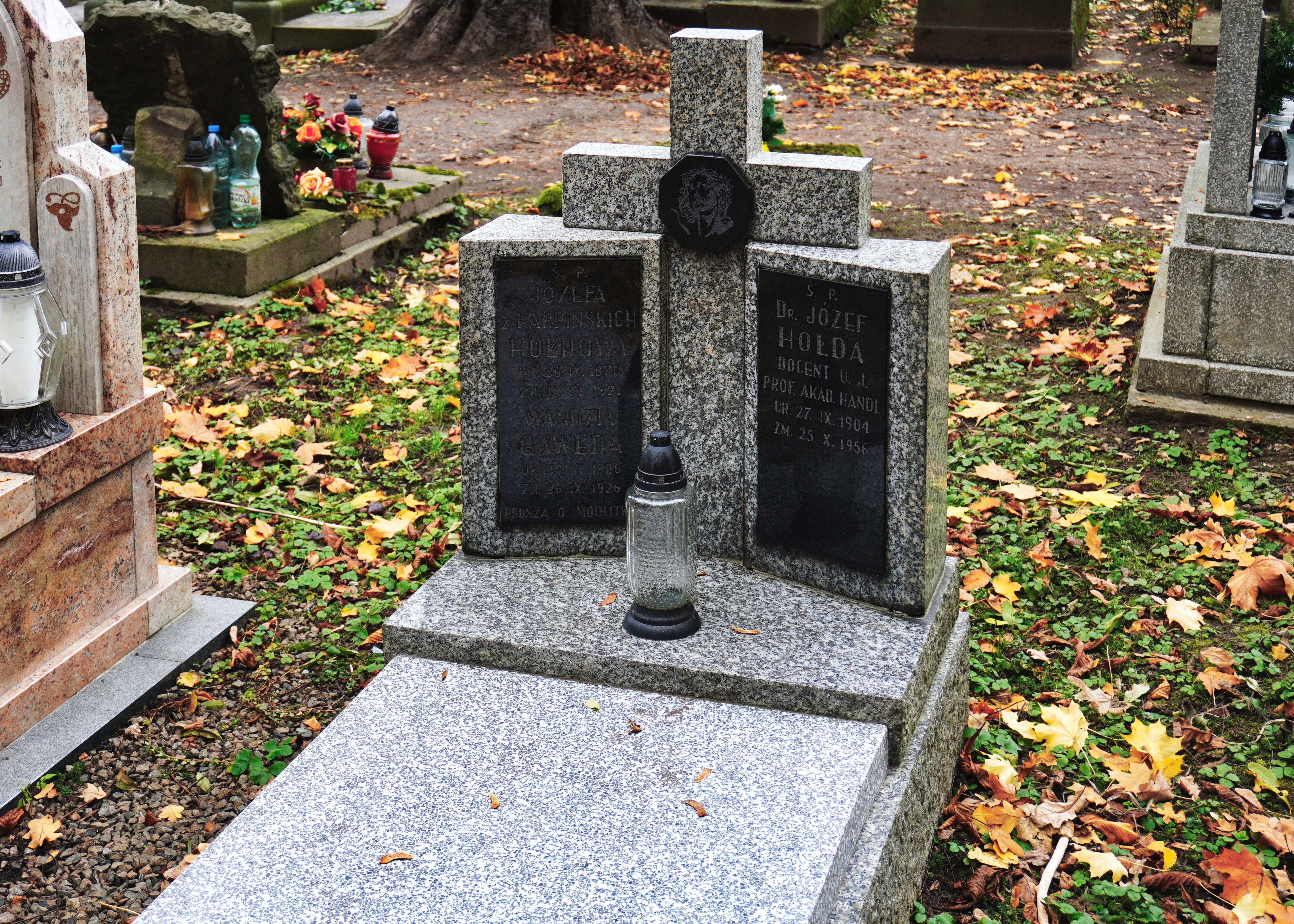
Grób prof. Józefa Hołdy na Cmentarzu Rakowickim w Krakowie

Był absolwentem Wydziału Prawa Uniwersytetu Jagiellońskiego, który ukończył w 1935, początkowo pracował w Katedrze Nauki Administracji i Prawa Administracyjnego UJ, a potem także w Zakładzie Administracji Akademii Handlowej. Pracę doktorską pt: Spółki wodne pod kierunkiem profesora Kazimierza Kumanieckiego obronił w 1938. Specjalizował się w prawie i postępowaniu administracyjnym. 6 listopada 1939  aresztowany podczas Sonderaktion Krakau więziony był w obozie Sachsenhausen. 4 marca 1940 znalazł się w grupie 43 aresztowanych w listopadzie 1939 młodszych naukowców wywiezionych do obozu Dachau, skąd zwolniono go w grudniu 1940. Po zwolnieniu i powrocie do Krakowa niezwłocznie włączył się w tajne nauczanie, organizowane na Uniwersytecie Jagiellońskim. Po wojnie od lutego 1945 uczestniczył w reaktywowaniu działalności Akademii Handlowej, przejął zwłaszcza wykłady z prawa administracyjnego po zmarłym w 1941 profesorze Kumanieckim. Habilitował się przed Radą Wydziału Prawa i Administracji UJ w 1946 na podstawie rozprawy Teoretyczne podstawy przymusowych i dobrowolnych organizacji zawodowych. Od 1947 r. kierował Zakładem, a następnie od 1949 Katedrą Administracji w Akademii Handlowej, początkowo jako docent z habilitacją, a następnie zatrudniony na stanowisku profesora. Pochowany został na cmentarzu Rakowickim (pas 77 płd).